# دونالد الكسندر ماكينون
دونالد الكسندر ماكينون هو محامي وسياسي كندي، ولد في 22 فبراير 1863 في جزيرة الأمير إدوارد في كندا، وتوفي في 20 أبريل 1928 في تشارلوت تاون في كندا. نشط حزبياً في الحزب الليبرالي الكندي. وقد انتخب Legislative Assembly of Prince Edward Island ‏ وانتخب Lieutenant Governor of Prince Edward Island ‏ (1904 – 1910) وانتخب عضو مجلس العموم الكندي.